# Ciuacoatl Mons
Ciuacoatl Mons est une montagne de Vénus.

## Origine du nom
Son nom provient de Cihuacóatl, une déesse aztèque de la Terre. Son nom est celui d'une déesse car lors de sa découverte elle était considérée comme une corona (son ancien nom étant « Ciuacoatl Corona »).

## Géographie
Elle est située à 53.0°N et 150.9°E. Son diamètre est d'environ 100 km.